# Herb obwodu dniepropetrowskiego

Herb obwodu dniepropetrowskiego

Herb obwodu dniepropetrowskiego przedstawia na tarczy dzielonej złotymi płomieniami i błękitnymi falami w skos, w polu błękitnym dziewięć (w układzie 4, 3, 2) złotych ośmiopromiennych gwiazd. W polu dolnym srebrnym postać Kozaka z szablą i muszkietem. Herb przyjęty został 19 marca 2002 roku.
Złote płomienie nawiązują do przemysłu metalurgicznego a fale symbolizują Dniepr. Gwiazdy mają symbolizować kozackie osady Starej i Nowej Siczy. Kozak – położenie okręgu na ziemiach Zaporoża.